# Aphelia (plant)
Aphelia is een geslacht uit de familie Restionaceae. Het geslacht is endemisch in Australië. 

## Soorten
- Aphelia brizula F.Muell.
- Aphelia cyperoides R.Br.
- Aphelia drummondii (Hieron.) Benth
- Aphelia gracilis Sond.
- Aphelia nutans Hook.f. ex Benth
- Aphelia pumilio F.Muell. ex Sond.